# Florian Carvalho
Florian Carvalho, född 9 mars 1989, är en fransk medeldistanslöpare.
Carvalho tävlade för Frankrike vid olympiska sommarspelen 2012 i London, där han blev utslagen i semifinalen på 1 500 meter. Vid olympiska sommarspelen 2016 i Rio de Janeiro blev Carvalho utslagen i försöksheatet på 1 500 meter.